# چارچوب مورد توافق

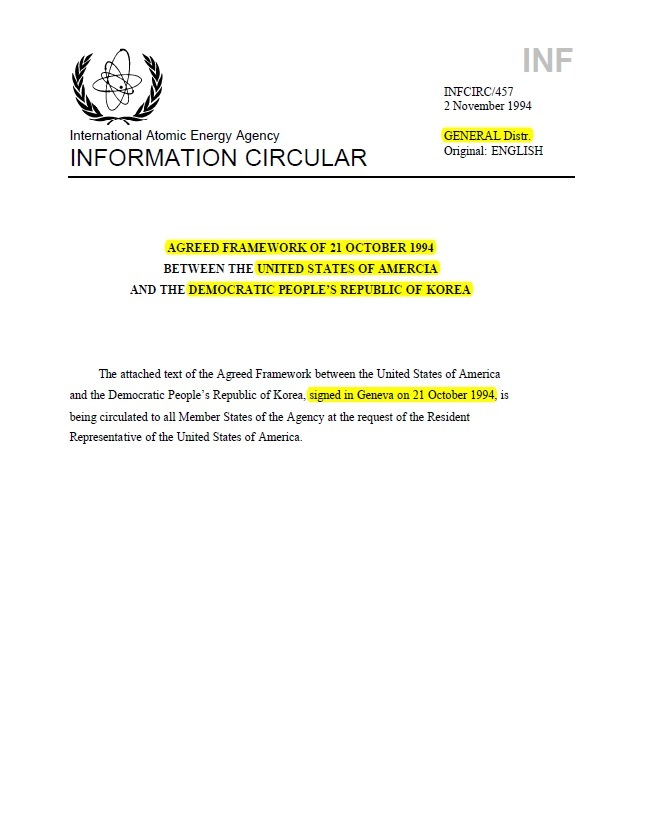
صفحه اول چارچوب مورد توافق

چارچوب مورد توافق بین ایالات متحدهٔ آمریکا و جمهوری دمکراتیک خلق کره در ۲۱ اکتبر ۱۹۹۴ بین کره شمالی و ایالات متحده آمریکا به امضاء رسید. هدف از این توافق متوقف کردن و جایگزین کردن برنامهٔ بومی نیروگاه هسته‌ای کرهٔ شمالی با نیروگاه‌های رآکتور آب‌سبک مقاومتر دربرابر اشاعه هسته‌ای و عادی سازی گام به گام روابط بین آمریکا و کرهٔ شمالی بود. پیاده‌سازی توافق از آغاز با دشواری همراه بود، ولی عناصر کلیدی آن تا پیش از شکسته شدنش در سال ۲۰۰۳ در حال پیاده‌سازی بودند.
کوتاه مدتی پس از امضای توافق، کنترل کنگره ایالات متحده آمریکا به دست حزب جمهوری‌خواه ایالات متحده آمریکا که از توافق حمایت نمی‌کرد، افتاد. برخی سناتورهای جمهوریخواه شدیداً مخالف توافق بودند و آن را مماشات می‌دانستند.
برخی تحلیلگران معتقدند کره شمالی اساساً به دلیل موافقت آمریکا با رفع تحریم‌های اقتصادی که از زمان جنگ کره وضع شده بود موافقت کرد برنامهٔ خود را متوقف کند؛ ولی به دلیل مخالفت کنگره، آمریکا نتوانست این بخش از توافق را به جا آورد.